# Розтягай
Розтяга́й (рос. расстегай, расстягай) — невеликий пиріг або печений пиріжок напівзакритого типу. Традиційно готується з дріжджового тіста з різноманітною начинкою. Може подаватись як самостійна страва або гарнір до гарячих супів. Належить до національних страв російської кухні, але поширений здебільшого в ресторанному харчуванні.

## Етимологія
Традиційно назву цієї страви виводять від рос. расстегнутый — «розстібнутий». Цим словом позначають класичну ознаку розтягаїв — отвір в центрі виробу, що справляє враження розстібнутого защипу. Така ознака характерна лише для пирогів цього типу. За іншою версією, другий варіант російської назви походить від рос. растягивать — «розтягувати». Її пов'язують з технологічним прийомом, який застосовують при приготуванні розтягаїв: перед подачею отвір в центрі трохи розтягують, розкривають руками, щоби налити в пиріжок бульйон.

## Історія
Випічка з несолодкого тіста характерна для старослов'янської кухні. Ще за часів Київської Русі русичі випікали найрізноманітніші вироби, часто присмачуючи їх різноманітними начинками: м'ясною, грибною, рибною, фруктовою. Поступово розвиток кулінарної техніки призвів до появи двох типологічних напрямків. Перший полягав у приготуванні відкритих пирогів, в які начинку просто викладали зверху. До таких виробів слід віднести звичайні відкриті пироги, а також ватрушки, калитки, пляцки, шаньги. Другий напрямок включав страви, в яких начинка повністю ізолювалася від зовнішнього середовища. Серед найвідоміших виробів такого типу були традиційні закриті пироги (курник, накрепок, кулеб'яка, калинник), а також пиріжки, вареники. Лише на теренах Московії готували пироги проміжного типу з частково закритою начинкою. Їхнє походження точно не з'ясоване. З одного боку, пироги такого штибу могли бути давньоруським винаходом, оскільки у східнослов'янській кухні описані схожі вироби — сочники і стуленики. З іншого боку, розтягаї могли з'явитись після татаро-монгольської навали як удосконалення татарських м'ясних пиріжків ечпочмаків. Втім, можливий і зворотний розвиток: ечпочмаки могли розвинутись як запозичення з російської кухні. В будь-якому випадку в сучасній кулінарії розтягай вважають типово російською стравою.
Точний час появи розтягаїв невідомий, але вже у XIX сторіччі вони вважалися класичною і дуже поширеною стравою. Показово, що розтягаї входили як до високої (дворянської), так і до народної кухні росіян, хоча і в різних варіантах. Багаті розтягаї включали архаїчні різновиди начинки: м'ясну і рибну, причому останню готували з делікатесних продуктів — червоної риби, кав'яру, визиги, раків, риб'ячої печінки. Простонародні розтягаї зазвичай були пісними, найчастіше їх готували з суміші вареного рису з яйцем і смаженою цибулею, з грибів або капусти.
Серед заможних верств було прийнято споживати розтягаї вдома під час родинних трапез, крім того, ці пироги подавали гостям на бенкетах і в закладах громадського харчування. Наприкінці XIX століття гастрономічним центром з виготовлення розтягаїв стала Москва. Російський історик Володимир Гіляровський у своїй роботі «Москва і москвичі» писав, що смачними розтягаями славились ресторани Тєстова і Тарарикіна, шинки Єгорова і Щербакова. В кожному з цих закладів їх готували в особливий спосіб: у Тєстова подавали з раковим супом, у Тарарикіна начинку готували навпіл зі стерляді й осетрів, єгоровські розтягаї випікали з осетриною, визигою та печінкою миня, а Щербаков вражав клієнтів розтягаями незвично великого розміру — завширшки з тарілку. Коштував такий розтягай 15 копійок, для порівняння маленькі пісні розтягаї для бідноти, якими торгували на вулицях міста, коштували 1—2 копійки. В період розквіту розтягаїв ці пироги всупереч своїй поширеності асоціювались з розкішним життям. Фірмові розтягаї найвідоміших московських шинків навіть заморожували і доправляли до Санкт-Петербурга.
Після Жовтневого перевороту висока російська кухня підпала під заборону, а традиції давньої народної поступово витіснялись надбаннями радянської гастрономії. З другої половини XX століття розтягаї готували здебільшого в ресторанах, рідше продавали у відділах кулінарії. В останньому випадку ці вироби були мало схожі на класичні, адже за давньою традицією їх подавали гарячими з рідкою стравою. Подекуди деградація рецептури призводила до того, що під назвою розтягаї готували звичайні закриті пиріжки з рибним наповнювачем. Взагалі за радянської доби розтягаї втратили різноманіття начинок, усталилось поняття розтягая як суто рибного напівпиріжка. Наразі в домашній повсякденній кухні росіян ці пироги мало відомі, а за межами Росії практично незнані.

## Складники
Розтягаї традиційно готують лише з дріжджового тіста, хоча в сучасних рецептах зрідка використовують листкове або пісочне. Для приготування дріжджового тіста беруть пшеничне борошно, натуральні або сухі дріжджі, молоко і сіль. Для кращого підняття опари часто радять додавати трохи цукру. Також обов'язковою складовою є невелика кількість жиру, зазвичай вершкового масла (маргарину), рідше — соняшникової олії. В окремих рецептах в тісто можуть додавати яйце або яєчні жовтки.
Натомість вибір складників для приготування начинки набагато ширший. Класичні рибні розтягаї готують, поєднуючи два сорти дорогої риби, найчастіше, жирну стерлядь, осетра, білугу, севрюгу з нежирною щукою, лососем, горбушею, причому останні дві можуть бути не тільки свіжими, а й соленими, вудженими. В багаті рибні розтягаї майже завжди включають додатковий рибний делікатес: визигу, печінку миня або тріски, червоний або чорний кав'яр, м'ясо раків, рибні молоки. Дешевші варіанти рибних розтягаїв готують з одного сорту риби без додатків або з додаванням малоцінних частин туші червоної риби, як от хрящів з голови осетрових. Як правило, для цього використовують коропа, сома, тріску, ставриду, хека, лаврака, сайру, судака, оселедця.
Начинка для м'ясних розтягаїв зазвичай складається з м'яса та варених яєць. Найліпшим м'ясом для розтягаїв вважають суміш нежирної яловичини зі свининою, інколи частину м'яса замінюють нирками. Точних відомостей щодо складу грибної начинки не збереглося, але можна припустити, що раніше гриби використовували без додатків, оскільки такого штибу наповнювач притаманний різноманітним давньоруським пирогам. Пізніше надбанням російської кухні стала суміш вареного рису зі смаженою цибулею, до якої часто додавали ще й варене яйце. Цю начинку почали широко застосовували при приготуванні розтягаїв, пиріжків, пирогів та в інших печених стравах. Крім того, в розтягаях яєчно-рисову суміш стали поєднувати з рибою, грибами, вареною морквою і, навіть, свіжою капустою. Виникли складні багатокомпонентні варіанти начинки, наприклад, поєднання риби, грибів, варених яєць, рису або гречаної каші. Крім того, існували й розтягаї з суто капустяною начинкою. Однак на відміну від ечпочмаків класичні розтягаї ніколи не готують з картоплею, хоча в сучасних рецептах такі спрощення трапляються.
Крім тіста й начинки при приготуванні розтягаїв використовують й інші допоміжні продукти: бульйон, масло, приправи. В давнину розтягаї завжди споживали з гарячою рідкою стравою, якщо їх не їли з супом, то бульйон обов'язково додавали в сам виріб (від однієї чайної до столової ложки). Бульйон брали залежно від начинки — рибний, м'ясний, грибний. Пізніше приготування цих пирогів дещо спростили і замість бульйона для надання начинці більш соковитої консистенції стали просто вливати в отвір розтоплене вершкове масло. Деякі кулінари вважають таке спрощення неприпустимим, оскільки масло не розподіляється в готовому виробі так рівномірно, як бульйон. Розтягаї не прийнято робити пряними, тому перелік приправ у начинці обмежується сіллю та перцем, рідше — цибулею. Натомість бульйон для розтягаїв готують запашний із додаванням різноманітної городини: цибулі, часнику, фенхелю, кропу, лаврового листу та майже обов'язкової зелені петрушки. Сучасні ресторанні інтерпретації розтягаїв зазнали впливу європейської та східної кухонь. Наприклад, рибу в них поєднують з баклажанами, солоними огірками, солодким перцем, шпинатом, прованськими травами, для поліпшення консистенції в начинку додають вершки, для гарнірування — лимони, для поліпшення кольору використовують бульйон з шафраном.

## Приготування
Приготування розтягаїв складається з трьох етапів: виготовлення тіста, приготування начинки, формування і випікання виробів. Загалом це тривалий процес (займає до чотирьох годин), який вимагає певних навичок, тому ці пироги вважають помірно складною стравою.
Тісто для розтягаїв можна готувати опарним і безопарним способом. Борошно перед замішуванням радять просіювати, щоби тісто вийшло пухкішим. Для приготування опари дріжджі розчиняють у теплому молоці, додають сіль, цукор, від ¼ до ½ борошна, добре перемішують і дають постояти в теплі від 30 хвилин до години. Коли тісто підійде і його об'єм збільшиться у 1,5—2 рази, додають інші складові за рецептурою, ще раз добре вимішують до гладкості й дають постояти 1—3 години. При безопарному способі усі компоненти, необхідні для виготовлення тіста, змішують одразу і дають йому постояти кілька годин.
Для приготування начинки основний інгредієнт (м'ясні продукти, сиру рибу, сушені гриби) варять цілими до готовності, також окремо варять рис, моркву, яйця. Сушену визигу перед варінням замочують у холодній воді на 2—3 години. Шпинат бланшують, капусту бланшують або тушкують до готовності. Інколи м'ясо, рибу та свіжі гриби замість варіння нарізують шматками й обсмажують на олії. Якщо до складу начинки входить смажена цибуля, її дрібно січуть і готують окремо. Після теплової обробки основні продукти подрібнюють ножем або за допомогою м'ясорубки. Усе перемішують, за необхідності підсолюють і перчать.
Від тіста відрізують кавалки вагою від 45 до 150 г і більше, кожен з яких розкочують у плескачик завтовшки 4—5 мм. Існують два способи формування розтягаїв. В давнину їх робили на кшталт пирогів, тому кожен розтягай був багатопорційним виробом. Більш того, вважалося, що чим більший за розміром розтягай, тим він «солідніший». Товщина такого виробу з начинкою сягала трьох пальців. Переважно такі пироги робили круглими, однак у московських ресторанах іноді готували й квадратні розтягаї «на чотири кути», тобто з чотирма різними начинками, укладеними в один виріб. Пісні розтягаї для бідноти формували на кшталт порційних пиріжків, оскільки ними торгували на вулиці і такі вироби було зручно споживати на ходу. З часом пиріжковий спосіб формування став чи не єдиним. Однак при формуванні маленьких порційних розтягаїв все ж бажано надавати їм короткоопуклої, а не довгастої форми. На Уралі маленькі розтягаї пиріжкового типу роблять трикутними, такий звичай сформувався під впливом башкирської кухні, в якій існують трикутні пиріжки учпочмаки.
Професійні кухарі радять кульки начинки формувати руками, а не накладати ложкою, бо це зчеплює суміш і не дає готовому пиріжкові розпастися при випіканні. В московські розтягаї начинку традиційно укладають шарами. Сформованим виробам перед випіканням дають 10—15 хвилин постояти, потім змащують їх збитим яйцем, жовтком або сумішшю яйця з молоком для надання привабливого лиску (іноді для змащення користуються вершковим маслом, олією). Випікають ці пироги залежно від розміру від 7 до 30 хвилин при температурі 180—290 °C. Після випікання накривають ледь зволоженим рушником і дають постояти ще 5—7 хвилин. У XIX сторіччі розтягаї іноді смажили в олії, втім, такий спосіб приготування швидко вийшов з ужитку і наразі не застосовується. Особливо ніжні делікатеси — рибну печінку, кав'яр, ракові шийки, солоний або вуджений лосось — не змішують з іншими складовими начинки, а вкладають в отвір готового розтягая, рибу при цьому ріжуть якомога тонше, іноді ще й скручують квіткою. Свіжу зелень січуть і посипають нею отвір в останню чергу.

## Подавання
Традиційно розтягаї подають на стіл гарячими і свіжими (без підігрівання), хоча в сучасних закладах громадського харчування цієї вимоги можуть не дотримуватися. Враховуючи тривалість приготування розтягаї ніколи не сервірують на сніданок, це — типово обідня або вечірня страва. Існують два способи подавання. Згідно з першим, розтягаї (в цьому випадку пиріжкового розміру) розглядають як закуску до поживних супів. В російській кухні їх найчастіше подають замість хліба до ухи, ракового супу, м'ясних щів або бульйону, грибної юшки, солянки. Споживають, не нарізаючи, а відкушуючи маленькі шматочки.
За іншим способом, розтягаї розглядають як самостійну другу страву. В цьому випадку до них у соуснику подають бульйон, який наливають у виріб безпосередньо перед споживанням. Багатопорційні розтягаї розрізають на шматки однаково розміру. В XIX сторіччі в московських шинках вміння гарно і спритно розрізати великий розтягай (нарізання «розаном») було однією з принад закладу. Якщо окремою стравою подають розтягаї пиріжкового розміру, то їх сервірують на великій тарелі, прикрашеній серветкою, звідки кожен гість накладає на свою пиріжкову тарілку по одному виробу.
Слід, зазначити, що саме спосіб подачі розтягаїв вирізняє їх з-поміж інших малознаних аналогів: російських сочників та українських стулеників, які викладають завжди отвором убік.

## Різновиди
Серед різноманіття розтягаїв історично виокремились три найбільш поширених різновиди:
- рибні розтягаї — класичний рецепт, в якому начинкою слугує риба з обов'язковим додаванням визиги, зазвичай ці розтягаї ліплять середнього розміру. У книзі відомої російської кулінарки Пелагії Павлівни Олександрової-Ігнатьєвої[ru]

```
рибні розтягаї називались 
московськими
[
26
]
, однак з часом ця назва поширилась на інші різновиди;
```

- московські розтягаї — у XIX сторіччі під цією назвою малися на увазі лише рибні розтягаї (див. вище), але тепер під нею також розуміють пиріжки з рисово-грибною[8], яєчно-грибною та м'ясною начинками, за розміром це найбільші серед усіх розтягаїв (вага близько 210 г)[23];
- закусочні розтягаї — розтягаї з м'ясо-яєчною[14] або рибною начинкою, в порівнянні з іншими різновидами найдрібніші (вага близько 50 г)[22].

## Подібні страви
Давні великі розтягаї схожі одночасно і на відкриті, і на закриті пироги, особливо м'ясні та рибні різновиди останніх (наприклад, курник, кулеб'яку). Маленькі розтягаї подібні до звичайних закритих пиріжків, оскільки технологічно походять від них. З переліченими типами цих виробів їх поєднує різноманіття начинок, спосіб випікання та зовнішній вигляд. Водночас, характерна ознака розтягаїв — не до кінця защипнутий шов — притаманна й деяким маловідомим формам випічки. З них слід згадати татарсько-башкирські трикутні пиріжки ечпочмаки (ечпочмаки), які готують тим же способом, але виключно з м'ясною або м'ясо-картопляною начинкою, а також російські сочники — напівзакриті пиріжки, які смажать, викладаючи отвором убік. В Україні існує аналог сочників — стуленик, який готують тим же способом, але здебільшого без начинки.
Споріднені страви